# ベティ・ペイジ
ベティ・ペイジ（Bettie Mae Page, 1923年4月22日 - 2008年12月11日）は1940年代から50年代にかけて活躍したアメリカのモデル、女優。出身はテネシー州ナッシュビルとされている。
ボンデージ・マグと呼ばれるSM系の雑誌に多く出演したためにボンデージ・モデルの草分け的存在として認知されている。フェミニストのなかには彼女を女性解放運動の先駆者として称える人もいる。

## 経歴
ハイスクール時代から演劇に没頭し、ハリウッドスターを夢見た。1940年から44年まで奨学金を受け取りカレッジに通ったとされ、卒業後は短期間であるが英語教師を務めたとされる。
1944年から積極的にショービジネスの世界に売り込みをかけたとされ、この時期に結婚と離婚を経験している。
1948年、ニューヨークに移り住みモデル業を始める。モデルとは言っても俳優養成所の授業料稼ぎであったため多くはヌードモデルであり、カメラクラブの要請に応じたその他大勢のモデルの1人だった。
1951年からアービング・クロウと出会い多くの写真を残した。アービング・クロウが「カートゥーン・アンド・モデル・パレード（Cartoon and Model Parede）」、「ビザール（Bizzare）」というボンデージ系雑誌の発行に携わっていたため、ロープや拘束具で縛られた写真が多かった。写真はストリップ小屋の脇で売られるような好事家のみの興味の対象だったがその豊かな胸と肉感的な脚線美が評判となり、人気が出た。並行してオールヌードのモデルも続け、1954年にはニューヨークにおいてトップのピンナップガールとまで称された。もともとのボンデージ・マグの読者には「ボンデージ・クィーン」などと呼ばれた。表舞台にも登場し、1955年にはPLAYBOY誌にも掲載され、バーレスク映画にも数本出演した。ベティが人気になると彼女をモチーフにしたポルノコミックなども出版され、人気に拍車がかかった。同時代に全盛期を迎えていたマリリン・モンローと比較されることが多く、ベティは『裏マリリン・モンロー』と評された。
しかしアンダーグラウンド出身、また本人のエキセントリックな行動もあって名声は得られなかった。1955年から一部の州議員が始めたポルノ追放キャンペーンの影響もあってか彼女はまもなく失踪し、行方不明となった。
1978年ころから再評価の機運が高まり、写真集や伝記が発売された。また黒髪のベティを真似たピンナップやヌードグラビアが撮影されるなど、ベティの認知度が広がった。1990年代にメディアに再登場し、取材をたびたび受けていたが写真撮影だけは断固として拒否していた。その理由を彼女は「わたしは歳を取った姿で写真を撮られたくありません。私自身、往年の映画スターの老年の写真を見るのが好きではありません。とても悲しい気分になるので。私としては彼らの若いころの姿を記憶に焼き付けていたいんです」と語っていた。
21世紀になってからブームが再燃し、伝記映画やドキュメンタリー映画、彼女を題材にした楽曲やコミックスも多く発表された。2005年にベティの半生を描いたグレッチェン・モル主演の映画『ベティ・ペイジ』が公開されている。
2003年12月に行われた「プレイボーイ」創刊50周年パーティに姿を見せている。
2008年12月11日、米ロサンゼルスで死亡。肺炎で入院した後、心臓発作を起こし、意識が戻らなかったため、家族の同意を得て生命維持装置が外されたという。この悲報に「プレイボーイ誌」創刊者であるヒュー・ヘフナーは「偉大な女性でした。性的表現やファッションセンスにおいて、われわれの社会に大きなインパクトを与えたアイコンです」とコメントした。

## 誤解
- ベティ・ブープのモデルがベティ・ペイジであるという説があるが、ベティ・ブープは1930年代からフィルムに登場しているので明らかな間違い。逆にベティ・ペイジがベティ・ブープをモチーフにした可能性はある。

## 出演映画
- 1944年:「ヴァリエティーズ（VARIETEUSE）」 監督：アービング・クロウ 出演：ベティ・ペイジ
- 1955年:「ティーズラマ（TEASERAMA）」 監督：アービング・クロウ 出演：ベティ・ペイジ、テンペスト・ストーム